# 全米映画俳優組合賞助演女優賞
全米映画俳優組合賞助演女優賞（ぜんべいえいがはいゆうくみあいしょうじょえんじょゆうしょう、Screen Actors Guild Award for Outstanding Performance by a Female Actor in a Supporting Role）は、映画俳優組合が映画女優に贈る賞である。

## 統計
| 最高記録                   | 主演女優                                                                           | 主演女優 | 助演女優                                                | 助演女優 | 総計 | 総計 |
| -------------------------- | ---------------------------------------------------------------------------------- | -------- | ------------------------------------------------------- | -------- | --- | ---- |
| 最多受賞女優               | フランシス・マクドーマンド、レネー・ゼルウィガー、ヴィオラ・デイヴィス             | 2        | ケイト・ウィンスレット                                  | 2        | レネー・ゼルウィガー、ヴィオラ・デイヴィス | 3    |
| 最多候補女優               | メリル・ストリープ                                                                 | 10       | ケイト・ブランシェット                                  | 5        | メリル・ストリープ | 11   |
| 受賞経験無しの最多候補女優 | ジュディ・デンチ                                                                   | 6        | エイミー・アダムス                                      | 4        | エイミー・アダムス、ニコール・キッドマン | 6    |
| 複数の候補者を持つ作品     | —                                                                                  |          | *                                                       | 2        | 『シカゴ』、『ダウト〜あるカトリック学校で〜』、『ヘルプ 〜心がつなぐストーリー〜』、『女王陛下のお気に入り』、『スキャンダル』、『エブリシング・エブリウェア・オール・アット・ワンス』 | 3    |
| 最年長受賞者               | グレン・クローズ （『天才作家の妻 40年目の真実』、2018年）                         | 71       | グロリア・スチュアート （『タイタニック』、1997年）     | 87       | グロリア・スチュアート （『タイタニック』、1997年） | 87   |
| 最年長候補者               | ジュディ・デンチ （『ヴィクトリア女王 最期の秘密』、2017年）                       | 82       | グロリア・スチュアート （『タイタニック』、1997年）     | 87       | グロリア・スチュアート （『タイタニック』、1997年） | 87   |
| 最年少受賞者               | ジェニファー・ローレンス （『世界にひとつのプレイブック』、2012年）                | 22       | ケイト・ウィンスレット （『いつか晴れた日に』、1995年） | 20       | ケイト・ウィンスレット （『いつか晴れた日に』、1995年） | 20   |
| 最年少候補者               | エヴァン・レイチェル・ウッド （『サーティーン あの頃欲しかった愛のこと』、2003年） | 16       | ダコタ・ファニング （『アイ・アム・サム』、2001年）     | 7        | ダコタ・ファニング （『アイ・アム・サム』、2001年） | 7    |

*『フォレスト・ガンプ/一期一会』、『マルコヴィッチの穴』、『あの頃ペニー・レインと』、『シカゴ』、『バベル』、『ダウト〜あるカトリック学校で〜』、『マイレージ、マイライフ』、『ザ・ファイター』、『ヘルプ 〜心がつなぐストーリー〜』、『女王陛下のお気に入り』、『スキャンダル』、『エブリシング・エブリウェア・オール・アット・ワンス』

## 受賞及び候補者一覧
備考: 
- "†" - 同年のアカデミー助演女優賞受賞者
- "‡" - 同年のアカデミー助演女優賞候補者

### 1990年代
| 年   | 受賞及び候補者               | 作品名                                  | 役名                         |
| ---- | ---------------------------- | --------------------------------------- | ---------------------------- |
| 1994 | ダイアン・ウィースト         | 『ブロードウェイと銃弾』                | ヘレン・シンクレア †         |
| 1994 | ジェイミー・リー・カーティス | 『トゥルーライズ』                      | ヘレン・タスカー             |
| 1994 | サリー・フィールド           | 『フォレスト・ガンプ/一期一会』         | ミセス・ガンプ               |
| 1994 | ロビン・ライト               | 『フォレスト・ガンプ/一期一会』         | ジェニー・カラン             |
| 1994 | ユマ・サーマン               | 『パルプ・フィクション』                | ミア・ウォレス ‡             |
| 1995 | ケイト・ウィンスレット       | 『いつか晴れた日に』                    | マリアンヌ・ダッシュウッド ‡ |
| 1995 | ストッカード・チャニング     | 『スモーク』                            | ルビー・マクノート           |
| 1995 | アンジェリカ・ヒューストン   | 『クロッシング・ガード』                | メアリー                     |
| 1995 | ミラ・ソルヴィノ             | 『誘惑のアフロディーテ』                | リンダ・アッシュ †           |
| 1995 | メア・ウィニンガム           | 『ジョージア』                          | ジョージア ‡                 |
| 1996 | ローレン・バコール           | 『マンハッタン・ラプソディ』            | ハンナ・モーガン ‡           |
| 1996 | ジュリエット・ビノシュ       | 『イングリッシュ・ペイシェント』        | ハナ †                       |
| 1996 | マリサ・トメイ               | 『ミルドレッド』                        | モニカ                       |
| 1996 | グウェン・ヴァードン         | 『マイ・ルーム』                        | ルース                       |
| 1996 | レネー・ゼルウィガー         | 『ザ・エージェント』                    | ドロシー・ボイド             |
| 1997 | キム・ベイシンガー           | 『L.A.コンフィデンシャル』              | リン・ブラッケン †           |
| 1997 | グロリア・スチュアート       | 『タイタニック』                        | ローズ・カルバート ‡         |
| 1997 | ミニー・ドライヴァー         | 『グッド・ウィル・ハンティング/旅立ち』 | スカイラー ‡                 |
| 1997 | アリソン・エリオット         | 『鳩の翼』                              | ミリー                       |
| 1997 | ジュリアン・ムーア           | 『ブギーナイツ』                        | アンバー・ウェイブス ‡       |
| 1998 | キャシー・ベイツ             | 『パーフェクト・カップル』              | リビー・ホールデン ‡         |
| 1998 | ブレンダ・ブレッシン         | 『リトル・ヴォイス』                    | マリー・ホフ ‡               |
| 1998 | ジュディ・デンチ             | 『恋におちたシェイクスピア』            | エリザベス1世 †              |
| 1998 | レイチェル・グリフィス       | 『ほんとうのジャクリーヌ・デュ・プレ』  | ヒラリー・デュ・プレ ‡       |
| 1998 | リン・レッドグレイヴ         | 『ゴッド・アンド・モンスター』          | ハンナ ‡                     |
| 1999 | アンジェリーナ・ジョリー     | 『17歳のカルテ』                        | リサ・ロウ †                 |
| 1999 | キャメロン・ディアス         | 『マルコヴィッチの穴』                  | ロッテ・シュワルツ           |
| 1999 | キャサリン・キーナー         | 『マルコヴィッチの穴』                  | マキシン ‡                   |
| 1999 | ジュリアン・ムーア           | 『マグノリア』                          | リンダ・パートリッジ         |
| 1999 | クロエ・セヴィニー           | 『ボーイズ・ドント・クライ』            | ラナ・ティスデイル ‡         |

### 2000年代
| 年   | 受賞及び候補者                 | 作品名                                          | 役名                                 |
| ---- | ------------------------------ | ----------------------------------------------- | ------------------------------------ |
| 2000 | ジュディ・デンチ               | 『ショコラ』                                    | アルマンド ‡                         |
| 2000 | ケイト・ハドソン               | 『あの頃ペニー・レインと』                      | ペニー・レイン ‡                     |
| 2000 | フランシス・マクドーマンド     | 『あの頃ペニー・レインと』                      | エレイン・ミラー ‡                   |
| 2000 | ジュリー・ウォルターズ         | 『リトル・ダンサー』                            | ウィルキンソン先生 ‡                 |
| 2000 | ケイト・ウィンスレット         | 『クイルズ』                                    | マドレーヌ                           |
| 2001 | ヘレン・ミレン                 | 『ゴスフォード・パーク』                        | ミセス・ウィルソン ‡                 |
| 2001 | ケイト・ブランシェット         | 『バンディッツ』                                | ケイト・ウィーラー                   |
| 2001 | ジュディ・デンチ               | 『シッピング・ニュース』                        | アグニス・ハム                       |
| 2001 | キャメロン・ディアス           | 『バニラ・スカイ』                              | ジュリー・ジャンニ                   |
| 2001 | ダコタ・ファニング             | 『アイ・アム・サム』                            | ルーシー・ドーソン                   |
| 2002 | キャサリン・ゼタ＝ジョーンズ   | 『シカゴ』                                      | ヴェルマ・ケリー †                   |
| 2002 | キャシー・ベイツ               | 『アバウト・シュミット』                        | ロバータ・ハーツェル ‡               |
| 2002 | ジュリアン・ムーア             | 『めぐりあう時間たち』                          | ローラ・ブラウン ‡                   |
| 2002 | ミシェル・ファイファー         | 『ホワイト・オランダー』                        | イングリッド・マグヌセン             |
| 2002 | クィーン・ラティファ           | 『シカゴ』                                      | メイトロン・"ママ"・モートン ‡       |
| 2003 | レネー・ゼルウィガー           | 『コールド マウンテン』                         | ルビー・シューズ †                   |
| 2003 | マリア・ベロ                   | The Cooler                                      | ナタリー・ベルサリオ                 |
| 2003 | ケイシャ・キャッスル＝ヒューズ | 『クジラの島の少女』                            | パイケア・アピラナ                   |
| 2003 | パトリシア・クラークソン       | 『エイプリルの七面鳥』                          | ジョーイ・バーンズ ‡                 |
| 2003 | ホリー・ハンター               | 『サーティーン あの頃欲しかった愛のこと』       | メラニー・フリーランド ‡             |
| 2004 | ケイト・ブランシェット         | 『アビエイター』                                | キャサリン・ヘプバーン †             |
| 2004 | クロリス・リーチマン           | 『スパングリッシュ 太陽の国から来たママのこと』 | エヴリン・ライト                     |
| 2004 | ローラ・リニー                 | 『愛についてのキンゼイ・レポート』              | クララ・マクミレン ‡                 |
| 2004 | ヴァージニア・マドセン         | 『サイドウェイ』                                | マヤ・ランドール ‡                   |
| 2004 | ソフィー・オコネドー           | 『ホテル・ルワンダ』                            | ポール・ルセサバギナ ‡               |
| 2005 | レイチェル・ワイズ             | 『ナイロビの蜂』                                | テッサ・クエイル †                   |
| 2005 | エイミー・アダムス             | Junebug                                         | アシュリー・ジョンスタイン ‡         |
| 2005 | キャサリン・キーナー           | 『カポーティ』                                  | ハーパー・リー ‡                     |
| 2005 | フランシス・マクドーマンド     | 『スタンドアップ』                              | グローリー ‡                         |
| 2005 | ミシェル・ウィリアムズ         | 『ブロークバック・マウンテン』                  | アルマ・ビアーズ ‡                   |
| 2006 | ジェニファー・ハドソン         | 『ドリームガールズ』                            | エフィ・ホワイト †                   |
| 2006 | アドリアナ・バラッザ           | 『バベル』                                      | アメリア ‡                           |
| 2006 | ケイト・ブランシェット         | 『あるスキャンダルについての覚え書き』          | シーバ・ハート ‡                     |
| 2006 | アビゲイル・ブレスリン         | 『リトル・ミス・サンシャイン』                  | オリーヴ・フーヴァー ‡               |
| 2006 | 菊地凛子                       | 『バベル』                                      | 綿谷千恵子 ‡                         |
| 2007 | ルビー・ディー                 | 『アメリカン・ギャングスター』                  | ヒューイ・ルーカス ‡                 |
| 2007 | ケイト・ブランシェット         | 『アイム・ノット・ゼア』                        | ジュード・クイン ‡                   |
| 2007 | キャサリン・キーナー           | 『イントゥ・ザ・ワイルド』                      | ジャン・バレス                       |
| 2007 | エイミー・ライアン             | 『ゴーン・ベイビー・ゴーン』                    | ヘリーン・マックリーディ ‡           |
| 2007 | ティルダ・スウィントン         | 『フィクサー』                                  | カレン・クラウダー †                 |
| 2008 | ケイト・ウィンスレット         | 『愛を読むひと』                                | ハンナ・シュミッツ                   |
| 2008 | エイミー・アダムス             | 『ダウト〜あるカトリック学校で〜』              | シスター・ジェイムズ ‡               |
| 2008 | ペネロペ・クルス               | 『それでも恋するバルセロナ』                    | マリア・エレーナ †                   |
| 2008 | ヴィオラ・デイヴィス           | 『ダウト〜あるカトリック学校で〜』              | ミラー夫人 ‡                         |
| 2008 | タラジ・P・ヘンソン            | 『ベンジャミン・バトン 数奇な人生』             | クイニー ‡                           |
| 2009 | モニーク                       | 『プレシャス』                                  | メアリー・リー・ジョンストン †       |
| 2009 | ペネロペ・クルス               | 『NINE』                                        | カルラ・アルバニーズ ‡               |
| 2009 | ヴェラ・ファーミガ             | 『マイレージ、マイライフ』                      | アレックス・ゴーラン ‡               |
| 2009 | アナ・ケンドリック             | 『マイレージ、マイライフ』                      | ナタリー・キーナー ‡                 |
| 2009 | ダイアン・クルーガー           | 『イングロリアス・バスターズ』                  | ブリジット・フォン・ハマーシュマルク |

### 2010年代
| 年   | 受賞及び候補者             | 作品名                                                | 役名                           |
| ---- | -------------------------- | ----------------------------------------------------- | ------------------------------ |
| 2010 | メリッサ・レオ             | 『ザ・ファイター』                                    | アリス・ウォード †             |
| 2010 | エイミー・アダムス         | 『ザ・ファイター』                                    | シャーリーン・フレミング ‡     |
| 2010 | ヘレナ・ボナム＝カーター   | 『英国王のスピーチ』                                  | エリザベス・ボーズ＝ライアン ‡ |
| 2010 | ミラ・クニス               | 『ブラック・スワン』                                  | リリー                         |
| 2010 | ヘイリー・スタインフェルド | 『トゥルー・グリット』                                | マティ・ロス ‡                 |
| 2011 | オクタヴィア・スペンサー   | 『ヘルプ 〜心がつなぐストーリー〜』                   | ミニー・ジャクソン †           |
| 2011 | ベレニス・ベジョ           | 『アーティスト』                                      | ペピー・ミラー ‡               |
| 2011 | ジェシカ・チャステイン     | 『ヘルプ 〜心がつなぐストーリー〜』                   | シーリア・フット ‡             |
| 2011 | メリッサ・マッカーシー     | 『ブライズメイズ 史上最悪のウェディングプラン』       | メイガン・プライス ‡           |
| 2011 | ジャネット・マクティア     | 『アルバート氏の人生』                                | ヒューバート・ペイジ ‡         |
| 2012 | アン・ハサウェイ           | 『レ・ミゼラブル』                                    | ファンティーヌ †               |
| 2012 | サリー・フィールド         | 『リンカーン』                                        | メアリー・トッド・リンカーン ‡ |
| 2012 | ヘレン・ハント             | 『セッションズ』                                      | シェリル・コーヘン・グリーン ‡ |
| 2012 | ニコール・キッドマン       | 『ペーパーボーイ 真夏の引力』                         | シャーロット・ブレス           |
| 2012 | マギー・スミス             | 『マリーゴールド・ホテルで会いましょう』              | ミュリエル・ドネリー           |
| 2013 | ルピタ・ニョンゴ           | 『それでも夜は明ける』                                | パッチー †                     |
| 2013 | ジェニファー・ローレンス   | 『アメリカン・ハッスル』                              | ロザリン・ローゼンフェルド ‡   |
| 2013 | ジューン・スキッブ         | 『ネブラスカ ふたつの心をつなぐ旅』                   | ケイト・グラント ‡             |
| 2013 | オプラ・ウィンフリー       | 『大統領の執事の涙』                                  | グロリア・ゲインズ             |
| 2013 | ジュリア・ロバーツ         | 『8月の家族たち』                                     | バーバラ・ウェストン ‡         |
| 2014 | パトリシア・アークエット   | 『6才のボクが、大人になるまで。』                     | オリヴィア・エヴァンス †       |
| 2014 | キーラ・ナイトレイ         | 『イミテーション・ゲーム/エニグマと天才数学者の秘密』 | ジョーン・クラーク ‡           |
| 2014 | エマ・ストーン             | 『バードマン あるいは（無知がもたらす予期せぬ奇跡）』 | サム・トムソン ‡               |
| 2014 | メリル・ストリープ         | 『イントゥ・ザ・ウッズ』                              | 魔女 ‡                         |
| 2014 | ナオミ・ワッツ             | 『ヴィンセントが教えてくれたこと』                    | ダカ・パリモヴァ               |
| 2015 | アリシア・ヴィキャンデル   | 『リリーのすべて』                                    | ゲルダ・ヴィーグナー †         |
| 2015 | ルーニー・マーラ           | 『キャロル』                                          | テレーズ・ベリベット ‡         |
| 2015 | レイチェル・マクアダムス   | 『スポットライト 世紀のスクープ』                     | サシャ・ファイファー ‡         |
| 2015 | ヘレン・ミレン             | 『トランボ ハリウッドに最も嫌われた男』               | ヘッダ・ホッパー               |
| 2015 | ケイト・ウィンスレット     | 『スティーブ・ジョブズ』                              | ジョアンナ・ホフマン ‡         |
| 2016 | ヴィオラ・デイヴィス       | 『フェンス』                                          | ローズ・マクソン †             |
| 2016 | ナオミ・ハリス             | 『ムーンライト』                                      | ポーラ ‡                       |
| 2016 | ニコール・キッドマン       | 『LION/ライオン 〜25年目のただいま〜』                | スー・ブライアリー ‡           |
| 2016 | オクタヴィア・スペンサー   | 『ドリーム』                                          | ドロシー・ヴォーン ‡           |
| 2016 | ミシェル・ウィリアムズ     | 『マンチェスター・バイ・ザ・シー』                    | ランディ・チャンドラー ‡       |
| 2017 | アリソン・ジャネイ         | 『アイ,トーニャ 史上最大のスキャンダル』              | ラヴォナ・ゴールデン †         |
| 2017 | メアリー・J. ブライジ      | 『マッドバウンド 哀しき友情』                         | フローレンス・ジャクソン ‡     |
| 2017 | ホン・チャウ               | 『ダウンサイズ』                                      | ノク・ラン・トラン             |
| 2017 | ホリー・ハンター           | 『ビッグ・シック ぼくたちの大いなる目ざめ』           | ベス・ガードナー               |
| 2017 | ローリー・メトカーフ       | 『レディ・バード』                                    | マリオン・マクファーソン ‡     |
| 2018 | エミリー・ブラント         | 『クワイエット・プレイス』                            | イヴリン・アボット             |
| 2018 | エイミー・アダムス         | 『バイス』                                            | リン・チェイニー ‡             |
| 2018 | マーゴット・ロビー         | 『ふたりの女王 メアリーとエリザベス』                 | エリザベス1世                  |
| 2018 | エマ・ストーン             | 『女王陛下のお気に入り』                              | アビゲイル・メイシャム ‡       |
| 2018 | レイチェル・ワイズ         | 『女王陛下のお気に入り』                              | サラ・チャーチル ‡             |
| 2019 | ローラ・ダーン             | 『マリッジ・ストーリー』                              | ノラ・ファンショー †           |
| 2019 | スカーレット・ヨハンソン   | 『ジョジョ・ラビット』                                | ロージー・ベツラー ‡           |
| 2019 | ニコール・キッドマン       | 『スキャンダル』                                      | グレッチェン・カールソン       |
| 2019 | ジェニファー・ロペス       | 『ハスラーズ』                                        | ラモーナ・ヴェガ               |
| 2019 | マーゴット・ロビー         | 『スキャンダル』                                      | カイラ・ポシュピシル ‡         |

### 2020年代
| 年   | 受賞及び候補者                 | 作品名                                                                    | 役名                              |
| ---- | ------------------------------ | ------------------------------------------------------------------------- | --------------------------------- |
| 2020 | ユン・ヨジョン                 | 『ミナリ』                                                                | スンジャ †                        |
| 2020 | マリア・バカローヴァ           | 『続・ボラット 栄光ナル国家だったカザフスタンのためのアメリカ貢ぎ物計画』 | トゥーター・サグディエフ ‡        |
| 2020 | グレン・クローズ               | 『ヒルビリー・エレジー 郷愁の哀歌』                                       | マモーウ ‡                        |
| 2020 | オリヴィア・コールマン         | 『ファーザー』                                                            | アン ‡                            |
| 2020 | ヘレナ・ゼンゲル               | 『この茫漠たる荒野で』                                                    | ジョハンナ・レオンベルガー/シカダ |
| 2021 | アリアナ・デボーズ             | 『ウエスト・サイド・ストーリー』                                          | アニータ †                        |
| 2021 | カトリーナ・バルフ             | 『ベルファスト』                                                          | マー                              |
| 2021 | ケイト・ブランシェット         | 『ナイトメア・アリー』                                                    | リリス・リッター博士              |
| 2021 | キルスティン・ダンスト         | 『パワー・オブ・ザ・ドッグ』                                              | ローズ・ゴードン‡                 |
| 2021 | ルース・ネッガ                 | 『PASSING -白い黒人-』                                                    | クレア                            |
| 2022 | ジェイミー・リー・カーティス   | 『エブリシング・エブリウェア・オール・アット・ワンス』                    | ディアドラ・ボーベアドラ †        |
| 2022 | アンジェラ・バセット           | 『ブラックパンサー ワカンダ・フォーエバー』                               | ラモンダ‡                         |
| 2022 | ホン・チャウ                   | 『ザ・ホエール』                                                          | リズ‡                             |
| 2022 | ケリー・コンドン               | 『イニシェリン島の精霊』                                                  | シボーン‡                         |
| 2022 | ステファニー・スー             | 『エブリシング・エブリウェア・オール・アット・ワンス』                    | ジョイ・ワン / ジョブ・トゥパキ‡  |
| 2023 | ダヴァイン・ジョイ・ランドルフ | 『ホールドオーバーズ 置いてけぼりのホリディ』                             | メアリー・ラム †                  |
| 2023 | エミリー・ブラント             | 『オッペンハイマー』                                                      | キティ・オッペンハイマー‡         |
| 2023 | ダニエル・ブルックス           | 『カラーパープル』                                                        | ソフィア‡                         |
| 2023 | ペネロペ・クルス               | 『フェラーリ』                                                            | ラウラ・フェラーリ                |
| 2023 | ジョディ・フォスター           | 『ナイアド 〜その決意は海を越える〜』                                     | ボニー・ストール‡                 |
| 2024 | ゾーイ・サルダナ               | 『エミリア・ペレス』                                                      | リタ・モラ・カストロ †            |
| 2024 | モニカ・バルバロ               | 『名もなき者/A COMPLETE UNKNOWN』                                         | ジョーン・バエズ‡                 |
| 2024 | ジェイミー・リー・カーティス   | The Last Showgirl                                                         | アネット                          |
| 2024 | ダニエル・デッドワイラー       | 『ピアノ・レッスン』                                                      | バーニース・チャールズ            |
| 2024 | アリアナ・グランデ             | 『ウィキッド ふたりの魔女』                                               | ガリンダ・アップランド‡           |

## エピソード
これまでに全米映画俳優組合賞助演女優賞を受賞しているにもかかわらず、同年のアカデミー助演女優賞を受賞できなかった女優が以下9名存在する。
- 1995年: ケイト・ウィンスレット（『いつか晴れた日に』） - ミラ・ソルヴィノ（『誘惑のアフロディーテ』）に敗北
- 1996年: ローレン・バコール（『マンハッタン・ラプソディ』） - ジュリエット・ビノシュ（『イングリッシュ・ペイシェント』）に敗北
- 1997年: グロリア・スチュアート（『タイタニック』） - キム・ベイシンガー（『L.A.コンフィデンシャル』）に敗北
- 1998年: キャシー・ベイツ（『パーフェクト・カップル』） - ジュディ・デンチ（『恋におちたシェイクスピア』）に敗北
- 2000年: ジュディ・デンチ（『ショコラ』） - マーシャ・ゲイ・ハーデン（『ポロック 2人だけのアトリエ』）に敗北
- 2001年: ヘレン・ミレン（『ゴスフォード・パーク』） - ジェニファー・コネリー（『ビューティフル・マインド』）に敗北
- 2006年: ルビー・ディー (『アメリカン・ギャングスター』) - ティルダ・スウィントン (『フィクサー』)に敗北
- 2008年: ケイト・ウィンスレット（『愛を読むひと』） - ペネロペ・クルス（『それでも恋するバルセロナ』）に敗北
- 2018年: エミリー・ブラント（『クワイエット・プレイス』） - レジーナ・キング（『ビール・ストリートの恋人たち』）に敗北

また、2008年のケイト・ウィンスレット（『愛を読むひと』）は、アカデミー賞では主演女優賞を受賞したが、同年の全米映画俳優組合賞では主演女優賞には候補に挙がらず、助演女優賞を受賞した。

### 複数回受賞者
2回
- ケイト・ウィンスレット（『いつか晴れた日に』、『愛を読むひと』）

### 複数回候補者
2回
- サリー・フィールド（『フォレスト・ガンプ』、『リンカーン』）
- キャシー・ベイツ（『パーフェクト・カップル』、『アバウト・シュミット』）
- キャメロン・ディアス（『マルコヴィッチの穴』、『バニラ・スカイ』）
- フランシス・マクドーマンド（『あの頃ペニー・レインと』、『スタンドアップ』）
- レネー・ゼルウィガー（『ザ・エージェント』、『コールド マウンテン』）
- ヘレン・ミレン（『ゴスフォード・パーク』、『トランボ』）
- ヴィオラ・デイヴィス（『ダウト』、『フェンス』）
- オクタヴィア・スペンサー（『ヘルプ〜心がつなぐストーリー〜』、『ドリーム』）
- ミシェル・ウィリアムズ（『ブロークバック・マウンテン』、『マンチェスター・バイ・ザ・シー』）
- ホリー・ハンター（『サーティーン』、『ビッグ・シック』）
- エマ・ストーン（『バードマン』、『女王陛下のお気に入り』）
- レイチェル・ワイズ（『ナイロビの蜂』、『女王陛下のお気に入り』）
- マーゴット・ロビー（『ふたりの女王』、『スキャンダル』）
- ホン・チャウ（『ダウンサイズ』、『ザ・ホエール』）
- エミリー・ブラント（『クワイエット・プレイス』、『オッペンハイマー』）

3回
- ジュディ・デンチ（『恋におちたシェイクスピア』、『ショコラ』、『シッピング・ニュース』）
- キャサリン・キーナー（『マルコヴィッチの穴』、『カポーティ』、『イントゥ・ザ・ワイルド』）
- ジュリアン・ムーア（『ブギーナイツ』、『マグノリア』、『めぐりあう時間たち』）
- ニコール・キッドマン（『ペーパーボーイ』、『LION』、『スキャンダル』）
- ペネロペ・クルス（『それでも恋するバルセロナ』、『NINE』、『フェラーリ』）
- ジェイミー・リー・カーティス（『トゥルーライズ』、『エブリシング・エブリウェア・オール・アット・ワンス』、The Last Showgirl）

4回
- ケイト・ウィンスレット（『いつか晴れた日に』、『クイルズ』、『愛を読むひと』、『スティーブ・ジョブズ』）
- エイミー・アダムス（Junebug、『ダウト』、『ザ・ファイター』、『バイス』）

5回
- ケイト・ブランシェット（『バンディッツ』、『アビエイター』、『あるスキャンダルについての覚え書き』、『アイム・ノット・ゼア』、『ナイトメア・アリー』）